# A.P. Indy
A.P. Indy (n. 1989) es un caballo de carreras purasangre campeón criado en el estado Kentucky, EE. UU., por William Farish III y William Kilroy. Se le conoce por su ascendencia, su propio registro, y su exitosa descendencia. Hijo del ganador de la Triple Corona Seattle Slew, en la yegua Weekend Surprise, quien es hija de otro ganador de la triple corona de EE. UU. el gran rojo Secretariat. Fue el mayor precio pagado para un potrillo en el año 1990 vendido en suma de 2,9 millones de dólares.
Formado por Neil Drysdale (Salón de la Fama), AP Indy corrió las temporadas de 1991 y 1992. Con dos años de edad, salió ganador del Hollywood Futurity (USA-G1,8.5f). A los tres, ganó el Breeders' Cup Classic (USA-G1,10f), el Belmont Stakes (USA-G1,12f), Santa Anita Derby (USA-G1,10f),  San Rafael Stakes (USA-G2,8f), el Peter Pan Stakes (USA-G2,9f), y fue tercero en la Gold Cup Jockey Club (USA-G1,10f). En 1992, fue elegido para el Eclipse Award como Caballo del Año y el Premio Eclipse para Campeón tres años de edad. Participó en 11 carreras, ganó 8 y figuró en una, ganando un total de $ 2.979.815.
AP Indy fue ingresado al Museo Nacional de carreras y en el Salón de la Fama el año 2000.
Desde su retiro y posteriormente destinado a la reproducción, ha sido un gran éxito, entregando cientos de purasangre ganadores.  Padre de 16 producciones en edad de correr con un total de 1149 productos, 821 corredores, 11 Campeones, 136 ganadores clásicos (16,6%). Desde que sus primeros hijos pisaron las pistas han logrado producir $191.223.182. Obtuvo los títulos de Semental Campeón en los EE. UU. durante las temporadas 2003 y 2006. Entre su progenie se tiene : Sweet Symphony, Suave, Congrats, Mineshaft Caballo del Año 2003 EE. UU., Golden Misiles, y de Aptitud. En el 2006 su hijo Bernardini ganó el Preakness Stakes. También es el padre de la histórica ganadora del Belmont Stakes del año 2007, Rags to Riches, la primera potranca en ganar esta carrera en más de un siglo. En el año 2009 su hijo Eye of the Leopard triunfó en la más prestigiosa carrera de Canadá la Queen's Plate.
Como abuelo materno, su descendientes han producido 14 ganadores clásicos. Actualmente se encuentra en la granja Lane's End, donde su servicio estaba tasado en $250.000 dólares por una cría viva. En el año 2011 el poderoso caballo llegó al término de su vida activa como semental debido a serios problemas de fertilidad.
Uno de sus propietarios William Farish señaló, A.P. Indy permanecerá en su puesto de siempre en Lane’s End, en el cual ha habitado desde hace ya 20 años y expresó, “Me siento bendecido por haber sido uno de los criadores, junto con mi buen amigo Bill Kilroy, de este maravilloso ejemplar, que fue un Campeón en las pistas y que está probando ser uno de los más influyentes padrillos de nuestros tiempos. Es nuestro más profundo deseo que viva un muy largo y feliz retiro”, finalizó diciendo Farish.